# Малая Слободка (Мозырский район)
Малая Слободка, Слободка (бел. Мала́я Слабо́дка) — деревня в Мозырском районе Гомельской области Беларуси. В составе Слободского сельсовета.
Часть деревни, до недавнего времени являвшейся отдельным населённым пунктом. Сейчас Малая Слободка – продолжение центральной усадьбы сельсовет – агр. Слобода.

## География
Ближайшие населённые пункты Малые Зимовищи (1,5 км), Большие Зимовищи (3,4 км), Моисеевка (3,8 км).

### Расположение
В 17 км на запад от Мозыря, 11 км от железнодорожной станции Козенки (на линии Калинковичи — Овруч), 150 км от Гомеля. Недалеко автомобильная дорога Н4739.

### Транспортная сеть
Транспортные связи по просёлочной, затем автодороге Лельчицы — Мозырь. Планировка состоит из почти прямолинейной улицы, ориентированной с юго-востока на северо-запад. Застройка деревянная, усадебного типа.

### Гидрография
Южнее протекает река Тур.

## История
По письменным источникам известна с XVIII века как село в Мозырском повете Минского воеводства Великого княжества Литовского. После 2-го раздела Речи Посполитой (1793 год) в составе Российской империи. С 1795 года действовала Михайловская церковь. В 1931 году жители вступили в колхоз.

## Население

### Численность
- 2024 год — 52 жителя

### Динамика
- 1816 год — 10 дворов.
- 1870 год — 30 ревизских душ.
- 2004 год — 52 хозяйства, 84 жителя.
- 2009 год — 74 жителя (перепись населения)
- 2019 год — 39 домохозяйств, 71 житель (перепись населения)
- 2023 год — 56 жителей
- 2024 год — 52 жителя

## Улицы
- Октябрьская
- Советская